# 1137
Évszázadok: 11. század – 12. század – 13. század
Évtizedek: 1080-as évek – 1090-es évek – 1100-as évek – 1110-es évek – 1120-as évek – 1130-as évek – 1140-es évek – 1150-es évek – 1160-as évek – 1170-es évek – 1180-as évek
Évek: 1132 – 1133 – 1134 – 1135 –  1136 – 1137 – 1138 – 1139 – 1140 – 1141 – 1142

## Események

### Határozott dátumú események
- augusztus 1. – VII. Lajos francia király megkoronázása, aki ezután nőül veszi Aquitániai Eleonórát X. Vilmos aquitániai herceg lányát.
- augusztus 11. – II. (Szerzetes) Ramiro aragóniai király feleségül adta alig kétéves lányát, Petronilát IV. Rajmund Berengárhoz, Barcelona grófjához, aki felvette az "Aragónia hercege" címet.
- november 13. II. (Szerzetes) Ramiro aragóniai király lemondott trónjáról formálisan lánya, a gyakorlatban IV. Berengár javára.

### Határozatlan dátumú események
- az év folyamán –
  - II. Béla király békét köt a trónkövetelő Boriszt támogató lengyelekkel, Borisz II. Jaropolk kijevi nagyfejedelemhez fordul segítségért.
  - II. Béla hazahozatja az 1127-ben konstantinápolyi száműzetésben meghalt apja, Álmos herceg hamvait, és a székesfehérvári prépostsági templom királyi sírboltjába temetteti.[1]
  - Tűz pusztítja a rochesteri székesegyházat, de később újjáépül.

## Születések
- Szaladin egyiptomi szultán, a keresztesek nagy ellenfele a Szentföldön († 1193)
- Berengár Henrik, III. Konrád német király fia (1147-től társuralkodó, † 1150)

## Halálozások
- április 9. – X. Vilmos aquitániai herceg (* 1099)
- június 23. – I. Adalbert mainzi püspök (* ?)
- augusztus 1. – VI. (Kövér) Lajos francia király[2] (* 1081)
- december 4. – III. Lothár német-római császár (* 1075)

## Európai időjárás
Áprilistól szeptemberig aszály, erdőtüzek, vérhasjárvány.